# 967년

## 연호
- 북송(北宋) 건덕(乾德) 5년
- 요(遼) 응력(應曆) 17년
- 일본(日本) 고호(康保) 4년
- 남한(南漢) 대보(大寶) 10년
- 북한(北漢) 천회(天會) 11년

## 기년
- 북송(北宋) 태조(太祖) 8년
- 요(遼) 목종(穆宗) 17년
- 고려(高麗) 광종(光宗) 18년

## 사망
- 1월 15일 - 일본 36가선 가인(歌人) 후지와라노 아사타다(일본어: 藤原朝忠, 등원조충)